# John Frizzell
John C. Frizzell (Nova York, Nova York, 1966) é um compositor norte-americano de filmes da comédia, acção e terror. Em 1996, John Frizzell trabalhou com uma colaboração com o cineasta e animador Mike Judge no filme Beavis e Butt-Head na América (Beavis and Butt-head Do America) (1996). Com a parceria Frizzell/Judge: O Insustentável Peso do Trabalho (Office Space) (1999).